# Звезда 1914—1915
Звезда «1914-1915» (англ. The 1914-15 Star) — британская медаль за участие в кампании, учрежденная в декабре 1918 года. Ею награждались военнослужащие Британской империи за участие в сражениях Первой Мировой войны в период с 5 августа 1914 по 31 декабря 1915 года. Общее количество награжденных данной звездой 2 366 000 человек (по всей Британской империи).

## Описание награды (медали, звезды)

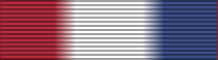
Другой вариант планки

Размеры: 53×44 мм (без учёта подвесного кольца).
Материал и техника изготовления: бронза, литье, муаровая шелковая ткань, штамп.
Аверс: выполнена в виде четырёхугольной путеводной звезды (указатель на путь во тьме к свету), между лучами пропущены два средневековых меча, направленные острием вверх, по центру датированные обозначения 1914—1915. Вся композиция в обрамлении лаврового венка победителя с королевской монограммой G V (Георг 5; король Великобритании), подвес выполнен в виде королевской короны тюдоровского типа.